# Swartkrans

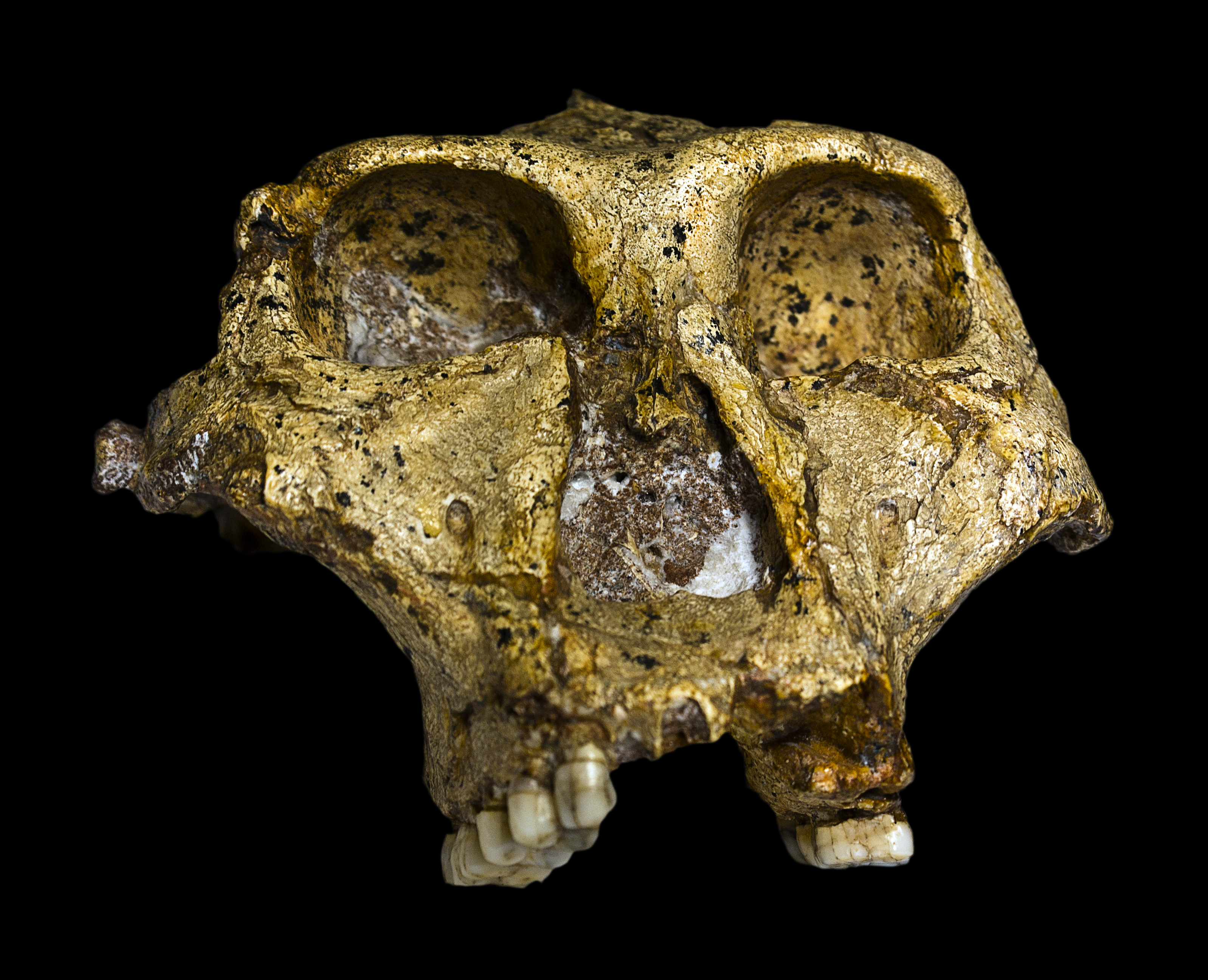

Swartkrans é uma quinta perto de Sterkfontein, na Província de Gauteng, África do Sul, notável pela sua extraordinária riqueza de material arqueológico, particularmente hominídeos. Foi adquirida pela Universidade do Witwatersrand em 1968.
O Dr. Robert Broom e o seu assistente John Robinson realizaram as primeiras pesquisas deste local, nos finais da década de 1930 até à década de 1950, tarefa que foi continuada mais tarde pelo Dr. Robert Brain, num projecto que durou 25 anos.
Nesta região foram encontrados fósseis que permitem considerá-la como o “berço da humanidade”, entre os quais os mais importantes são Mrs Ples, um esqueleto quase completo de um Australopithecus africanus com 2,3 a 2,8 milhões de anos de idade e, mais recentemente, Little Foot, ou outro exemplar, também considerado uma espécie de Australopithecus, mas este com mais de 3 milhões de anos.
Mais de 200 espécimes de hominídeos foram encontrados neste local, a maioria pertencente à espécie Paranthropus (Australopithecus) robustus, para além de numerosos restos de animais e instrumentos de pedra e osso, dos mais antigos que se conhecem, datados entre 1,7 e um milhão de anos.
Estas descobertas corroboraram a conclusão de Raymond Dart que, em 1924, deu ao crânio Infantil de (“Criança de Taung”) o nome de Australopithecus africanus, que ele considerou ser uma espécie nova e, possivelmente o “elo perdido” da evolução entre os símios e os seres humanos.
Swartkrans é igualmente considerado o local mais rico em instrumentos de osso associados com o Pleistoceno superior (11,5 – 126 Ka). Para além dos hominídeos já referidos, Swartkrans foi também o primeiro local em África onde se encontraram restos de espécies já extintas do género Homo, principalmente da espécie Homo ergaster que se pensa ser o antepassado mais próximo do Homo sapiens.